# Taratha
Taratha war eine Göttin, die in Syrien und Edessa verehrt wurde.
Ein Gesetzbuch aus der Schule des Bar Daisan (Bardesanes) aus dem frühen 3. Jahrhundert berichtet, dass sich die Männer zu Ehren von Taratha kastrierten, was sie in die Nähe von Atargatis bringt. Die Sitte soll erst durch den ersten christlichen König von Edessa, Abgar VIII., beendet worden sein, der die rituelle Kastration durch das Abhacken einer Hand bestrafen ließ.
Nach Strabo (XVI,4,27) ist Taratha mit Derketo identisch.